# Marco Schreyl

Marco Schreyl

Marco Schreyl (Erfurt, 1 de janeiro de 1974) é um apresentador de televisão alemão. Iniciou sua carreira em 1997 na emissora Mitteldeutscher Rundfunk, transferindo-se em 2000 para a Zweites Deutsches Fernsehen e em 2005 para a RTL Television, onde trabalha atualmente. Foi apresentador da cerimônia The Best FIFA Football Awards 2016, juntamente com a atriz norte-americana Eva Longoria.